# تلمبه احمد دیدار
تلمبه احمد دیدار یک منطقهٔ مسکونی در ایران است که در دهستان گلستان (سیرجان) واقع شده‌است.